# European Nature Information System

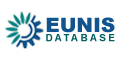
Logo d'EUNIS

L'European Nature Information System (EUNIS) est un système d'information européen de référence en écologie. Ce système propose notamment une typologie d'habitats qui s’applique sur le territoire paneuropéen. 
Cette typologie comprend l'ensemble des habitats existants, qu'ils soient naturels ou artificiels, terrestres et aquatiques (aussi bien les eaux douces que les habitats marins). Elle permet de produire des cartographies interopérables et plus homogènes à l'échelle européenne.

## Historique
Il est difficile de trouver sa première publication, mais une révision était proposée en 2004, puis on trouve une version sous forme de base de données datant de 2012 et révisée en 2022. Elle a été développée en s’appuyant sur des typologies préexistantes : CORINE Biotopes, la classification des habitats du paléarctique, le JNCC Marine Habitat Classification for Britain and Ireland BioMar… 
La Convention de Berne publie en 1996 une résolution dans laquelle sont listés en annexe I des habitats à protéger. Cette résolution est actualisée en 2010 afin d’adapter la liste à la typologie EUNIS.

## Fonctionnement de la typologie
La typologie EUNIS définit l’habitat ainsi : « un endroit où les plantes et animaux vivent, caractérisé d’abord par ses composantes physiques (topographie, plantes et animaux, caractéristiques du sol, climat, qualité de l’eau…) et ensuite par les espèces de plantes et animaux qui y vivent ».
La classification fonctionne sur une hiérarchie de 8 niveaux : le niveau 1 correspond à une description très large (on parle même de milieu plutôt que d’habitat) et le niveau 8 décrit un habitat très précis. Une unité de niveau 1 englobe des unités de niveau 2 et ainsi de suite. On considère qu’on peut vraiment parler d’habitat pour le niveau 3 et les niveaux suivants. À partir du niveau 4, de bonnes connaissances botaniques sont nécessaires pour pouvoir déterminer l’habitat.
Le premier niveau comporte 10 unités :
- A - Habitats marins
- B - Habitats côtiers
- C - Eaux de surface continentales
- D - Tourbières hautes et bas-marais
- E - Prairies ; terrains dominés par des herbacées non graminoïdes, des mousses ou des lichens
- F - Landes, fourrés et toundras
- G - Boisements, forêts et autres habitats boisés
- H - Habitats continentaux sans végétation ou à végétation clairsemée
- I - Habitats agricoles, horticoles et domestiques régulièrement ou récemment cultivés
- J - Zones bâties, sites industriels et autres habitats artificiels
- X - Complexes d'habitats